# Alan Fowler
Alan B. Fowler ForMemRS (Denver, 15 de outubro de 1928) é um físico estadunidense.
É membro da Academia Nacional de Ciências dos Estados Unidos. Foi eleito membro da Royal Society em 2001.